# Olax acuminata
Olax acuminata är en tvåhjärtbladig växtart som beskrevs av Nathaniel Wallich och George Bentham. Olax acuminata ingår i släktet Olax och familjen Olacaceae. Inga underarter finns listade i Catalogue of Life.